# Tênis nos Jogos Olímpicos de Verão de 1912
O tênis nos Jogos Olímpicos de Verão de 1912 foi realizado em Estocolmo, na Suécia, com oito eventos disputados, em quadras indoor e de saibro.

## Eventos do tênis
Masculino: Simples | Duplas | Simples indoor | Duplas indoor
Feminino: Simples | Simples indoor
Misto: Duplas mistas | Duplas mistas indoor

## Masculino

### Simples masculino
| Pos. | País                | Atletas         |
| ---- | ------------------- | --------------- |
|      | África do Sul (RSA) | Charles Winslow |
|      | África do Sul (RSA) | Harold Kitson   |
|      | Alemanha (GER)      | Oscar Kreuzer   |

### Duplas masculino
| Pos. | País                | Atletas                              |
| ---- | ------------------- | ------------------------------------ |
|      | África do Sul (RSA) | Harold Kitson Charles Winslow        |
|      | Áustria (AUT)       | Felix Pipes Arthur Zborzil           |
|      | França (FRA)        | Albert Canet Eduard Meny De Marangue |

### Simples indoor masculino
| Pos. | País               | Atletas         |
| ---- | ------------------ | --------------- |
|      | França (FRA)       | André Gobert    |
|      | Grã-Bretanha (GBR) | Charles Dixon   |
|      | Australásia (ANZ)  | Anthony Wilding |

### Duplas indoor masculino
| Pos. | País               | Atletas                      |
| ---- | ------------------ | ---------------------------- |
|      | França (FRA)       | Maurice Germot André Gobert  |
|      | Suécia (SWE)       | Carl Kempe Gunnar Setterwall |
|      | Grã-Bretanha (GBR) | Alfred Beamish Charles Dixon |

## Feminino

### Simples feminino
| Pos. | País           | Atletas              |
| ---- | -------------- | -------------------- |
|      | França (FRA)   | Marguerite Broquedis |
|      | Alemanha (GER) | Dorothea Koring      |
|      | Noruega (NOR)  | Molla Bjurstedt      |

### Simples indoor feminino
| Pos. | País               | Atletas             |
| ---- | ------------------ | ------------------- |
|      | Grã-Bretanha (GBR) | Edith Hannam        |
|      | Dinamarca (DEN)    | Sofie Castenschiold |
|      | Grã-Bretanha (GBR) | Mabel Parton        |

## Misto

### Duplas mistas
| Pos. | País           | Atletas                             |
| ---- | -------------- | ----------------------------------- |
|      | Alemanha (GER) | Dorothea Koring Heinrich Schomburgk |
|      | Suécia (SWE)   | Sigrid Fick Gunnar Setterwall       |
|      | França (FRA)   | Marguerite Broquedis Albert Canet   |

### Duplas mistas indoor
| Pos. | País               | Atletas                         |
| ---- | ------------------ | ------------------------------- |
|      | Grã-Bretanha (GBR) | Edith Hannam Charles Dixon      |
|      | Grã-Bretanha (GBR) | Helen Aitchison Herbert Barrett |
|      | Suécia (SWE)       | Sigrid Fick Gunnar Setterwall   |

## Quadro de medalhas do tênis
| Ordem | País              | Medalha de ouro | Medalha de prata | Medalha de bronze | Total |
| ----- | ----------------- | --------------- | ---------------- | ----------------- | ----- |
| 1     | FRA França        | 3               | 0                | 2                 | 5     |
| 2     | GBR Grã-Bretanha  | 2               | 2                | 2                 | 6     |
| 3     | RSA África do Sul | 2               | 1                | 0                 | 3     |
| 4     | GER Alemanha      | 1               | 1                | 1                 | 3     |
| 5     | SWE Suécia        | 0               | 2                | 1                 | 3     |
| 6     | AUT Áustria       | 0               | 1                | 0                 | 1     |
| 6     | DEN Dinamarca     | 0               | 1                | 0                 | 1     |
| 8     | ANZ Australásia   | 0               | 0                | 1                 | 1     |
| 8     | NOR Noruega       | 0               | 0                | 1                 | 1     |